# Schistophleps costimacula
Schistophleps costimacula là một loài bướm đêm thuộc phân họ Arctiinae, họ Erebidae.